# Louis Fleury
Louis François Fleury (1878 — 1926) fue un compositor y flautista francés, uno de los flautistas más importantes de la época.

## Biografía
Louis François Fleury fue alumno de Claude Paul Taffanel en el Conservatorio de París. Ganó el primer premio del Conservatorio en el año 1900 y cinco años más tarde creó la Société des Concerts
Louis Fleury tenía especial interés por la música del siglo XVIII —algo extraño en los compositores de fines del XIX— y fue un pionero en el redescubrimiento de muchas obras barrocas para flauta perdidas u olvidadas (y también del siglo XVII), así como en el encargo de nuevas piezas a compositores contemporáneos. Fue miembro de la «Société Moderne des Instruments à Vent» (Sociedad Moderna de Instrumentos de Viento), que había sido creada en París con la misma intención por George Barrère en 1895.
Tocó como flautista la primera vez que el pianista brasileño Heitor Villa-Lobos tocó sus obras en Europa, concretamente en mayo de 1924 en París, en la Salle des Agriculteurs. 
Claude Debussy le dedicó su pieza para flauta solista Syrinx, de 1913. Él mismo la tocó por primera vez el 1 de diciembre de 1913 en París. No es la única pieza que se le ha dedicado a Fleury, ya que otros compositores franceses lo hicieron, como Darius Milhaud —le dedicó su Sonatina para flauta en 1922— y Albert Roussel —le dedicó el tercer movimiento de Joueurs de flûte, titulado «Krishna». 
También colaboró escribiendo artículos sobre música y flauta en algunas revistas, como Music and Letters, Chesterian y L´Encyclopédie de Lavignac.